# Ottavio Bottecchia
Vous lisez un « bon article » labellisé en 2016.
Ottavio Bottecchia, né le 1er août 1894 à San Martino di Colle Umberto, une frazione de la commune de Colle Umberto, dans la province de Trévise et mort le 15 juin 1927 à Gemona del Friuli, est un cycliste italien.
Double vainqueur du Tour de France en 1924 et 1925, il est le premier coureur italien à remporter l'épreuve dont il compte également neuf victoires d'étapes.
Engagé dans une compagnie cycliste de bersagliers pendant la Première Guerre mondiale, il est fait prisonnier à trois reprises mais parvient à s'échapper à chaque fois. Surnommé « le charretier », « le bûcheron du Frioul » ou encore le « maçon du Frioul », il découvre tardivement la compétition cycliste mais se fait vite remarquer par les meilleurs coureurs de l'époque : Luigi Ganna, le premier vainqueur du Tour d'Italie, le fait passer professionnel en 1922 et le Français Henri Pélissier l'engage sur le Tour de France l'année suivante. Ottavio Bottecchia s'y classe deuxième.
Excellent grimpeur, il est également doté d'une bonne pointe de vitesse qui lui permet de remporter plusieurs victoires au sprint. Respecté par ses adversaires, il est reconnaissable à son nez particulièrement pointu et suscite l'admiration des journalistes de l'époque, à l'image d'Albert Londres.
Il meurt en 1927 dans des circonstances étranges. Retrouvé inanimé sur le bord d'une route de campagne du Frioul lors d'une sortie d'entraînement, il meurt quelques jours plus tard à l'hôpital. Les causes de sa mort ont soulevé de nombreuses hypothèses, du simple malaise au meurtre en passant par le crime politique, mais demeurent inexpliquées.

## Biographie

### Jeunes années

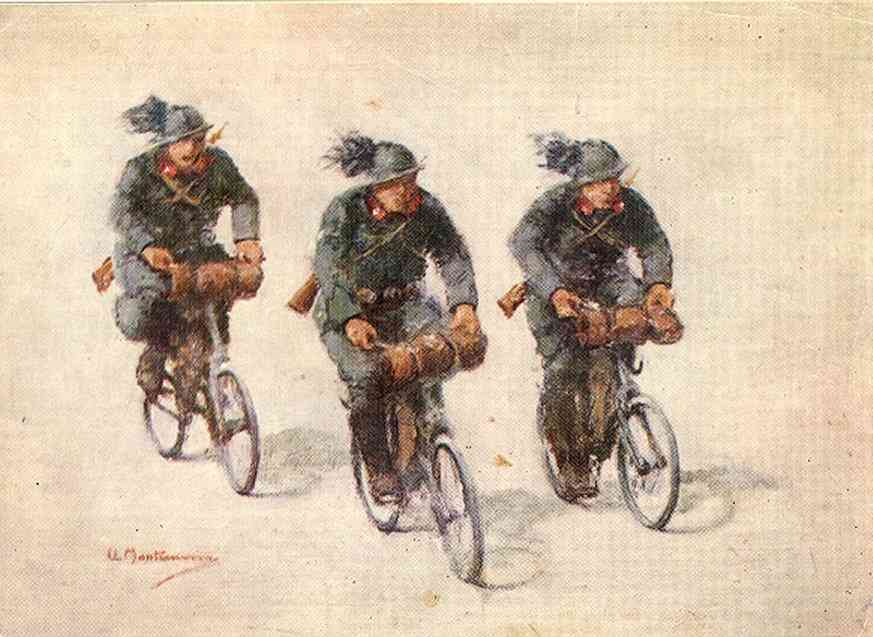
Bersagliers cyclistes pendant la Première Guerre mondiale.

Ottavio Bottecchia naît le 1er août 1894, à San Martino di Colle Umberto, tout près de Trévise, en Vénétie. Ses parents l'ont appelé Ottavio parce qu'il est le huitième (otto en italien) enfant (cinq garçons et trois filles) de la famille. Issu d'un milieu modeste, il quitte très tôt l'école pour apprendre le métier de maçon. Au début de la guerre mondiale, il est affecté comme estafette à bicyclette dans une section cycliste des bersagliers, tout comme son frère Giovanni. Il est engagé dès le début du conflit sur le front italien, à la frontière autrichienne, dans le nord du pays. Fait prisonnier à trois reprises, il parvient à s'échapper à vélo. En 1917, il reçoit la médaille de bronze de la valeur militaire, puis contracte le paludisme lors d'une offensive autrichienne en juin 1918. De retour chez lui à la fin de la guerre, il reprend son travail de maçon, malgré l'insistance de son ami Alfonso Piccin, originaire du même village que Bottecchia et qui cherche à le convaincre de se lancer dans la carrière cycliste. Bottecchia commence néanmoins à disputer un certain nombre de courses amateurs le dimanche.
Ainsi en 1920, après plusieurs places d'honneur dans des épreuves régionales, il remporte le Giro del Piave, une course de 110 kilomètres, puis est disqualifié sur le Championnat de Vénétie dilettanti alors qu'il a franchi la ligne d'arrivée en tête. Il s'impose sur la Coppa della Vittoria, disputée à Meolo, puis se fracture la clavicule lors d'une épreuve sur piste à Pordenone. De retour à la compétition tout juste un mois plus tard, il se classe troisième d'une course remportée par son ami Alfonso Piccin à Prata di Pordenone. Engagé sur le Giro del Friuli, il s'échappe seul en tête durant près de 200 kilomètres, mais négligeant son ravitaillement, il marque le pas et se fait rejoindre à quelques kilomètres de l'arrivée. En novembre, Bottecchia se marie et sa femme tombe enceinte. Ces engagements familiaux remettent en cause sa participation régulière aux épreuves cyclistes, mais n'empêchent pas Bottecchia de signer quelques bons résultats au cours de l'année 1921. Le 17 avril, il prend la 2e place de la Gran Corsa Pirelli à Vicence. Il remporte la victoire sur la Coppa Gallo puis le Giro del Friuli avec une avance de 17 minutes sur ses poursuivants.

### Débuts chez les professionnels et deuxième place sur le Tour de France (1922-1923)

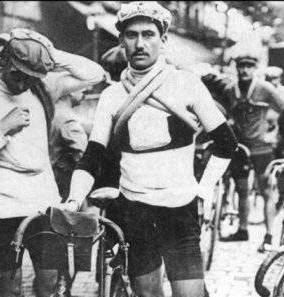
Henri Pélissier engage Bottecchia sur le Tour de France 1923.

En 1922, Ottavio Bottecchia qui est alors âgé de 28 ans est repéré par Luigi Ganna, premier vainqueur du Tour d'Italie, après sa deuxième place sur le Giro d'Irpinia e Sannio et sa huitième place sur le Tour de Lombardie, remporté par le campionissimo Costante Girardengo. Luigi Ganna le fait alors passer professionnel au sein de son équipe, contre un salaire très modeste. C'est également à cette période que son ami Alfonso Piccin lui apprend à lire sur des pages de la Gazzetta dello Sport et des publications clandestines antifascistes.

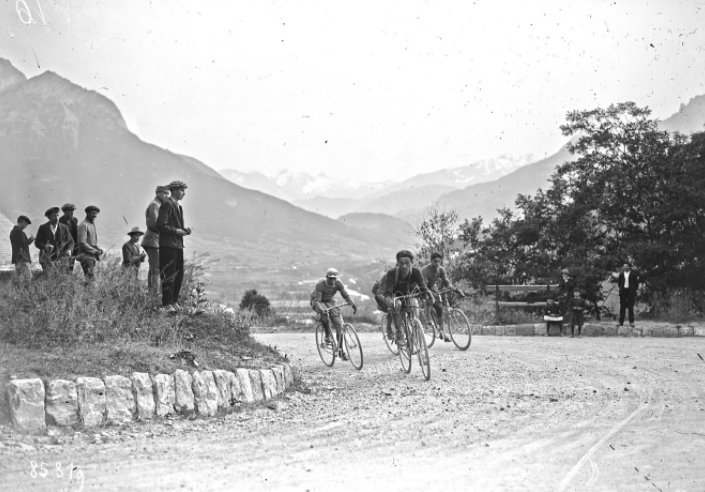
Bottecchia en tête dans l'ascension d'un col sur le Tour 1923.

En 1923, Bottecchia se distingue dès sa première course en prenant la 9e place de la classique Milan-San Remo. Puis il finit 5e du Tour d'Italie qu'il court dans la catégorie des isolés. Le Français Henri Pélissier reconnait son talent et l'embauche à ses côtés dans l'équipe Automoto-Hutchinson. Bottecchia dispute ensuite son premier Tour de France. Il se classe 2e de la première étape au Havre derrière Robert Jacquinot, puis s'impose lors de la suivante à Cherbourg en devançant le Belge Louis Mottiat au sprint. Il prend alors la tête du classement général et devient le premier Italien à endosser le maillot jaune sur le Tour. Troisième à Brest lors de la troisième étape remportée par Henri Pélissier, Bottecchia est dépossédé du maillot jaune lors de la suivante au profit du Français Romain Bellenger. Il endosse à nouveau cette tunique au terme de la sixième étape disputée entre Bayonne et Luchon, au cours de laquelle il démontre ses qualités de grimpeur dans la montée du col d'Aubisque. Finalement 4e de l'étape, il reprend suffisamment de temps à Bellenger pour s'emparer de la tête du classement général, qu'il conserve pendant quatre étapes, jusqu'à Nice. Henri Pélissier, vainqueur à Briançon, remporte finalement le Tour de France devant Bottecchia et déclare que ce dernier sera son successeur l'année suivante. Avec une victoire d'étape et une deuxième place au classement général pour sa première participation au Tour de France, Ottavio Bottecchia soulève l'enthousiasme en Italie. La Gazzetta dello Sport lance une souscription nationale en sa faveur, à raison d'une lire par souscripteur, parmi lesquels le président du conseil Benito Mussolini.
Révélation du Tour de France, il est invité à participer au début du mois d'août au Critérium des routiers, organisé par le Vélo-Club de Plainpalais et qui rassemble vingt-cinq des meilleurs coureurs professionnels. La victoire revient au Suisse Henri Suter tandis que Bottecchia est septième. Le 27 octobre, pour la dernière course de la saison, il prend la quatrième place du Tour de Lombardie.

### Double victoire sur le Tour de France (1924-1925)

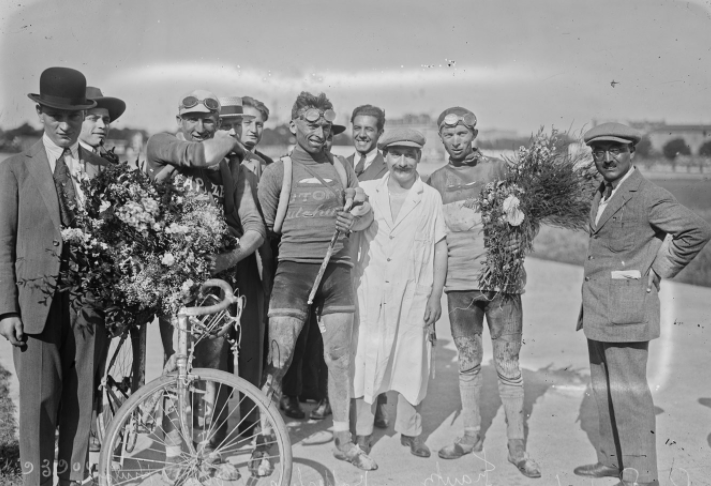
Bottecchia (au centre) après sa victoire sur le Tour 1924.

Ottavio Bottecchia commence la saison 1924 en prenant la 5e place de Milan-San Remo puis la 8e de Paris-Tours. Il affiche ses ambitions dès la première étape du Tour de France en s'imposant au sprint au Havre. Il prend alors la tête du classement général. Discret lors des étapes suivantes, Bottecchia se présente à l'entrée des Pyrénées avec trois minutes d'avance sur son plus proche poursuivant, le Belge Léon Scieur. La sixième étape entre Bayonne et Luchon lui permet d'asseoir sa domination sur l'ensemble des concurrents. Léon Scieur abandonne et Bottecchia gagne avec près de dix-neuf minutes d'avance sur Lucien Buysse, plus de trente-trois minutes sur Louis Mottiat et plus de trente-cinq sur Nicolas Frantz. Vainqueur également de l'étape suivante qui s'achève à Perpignan, Bottecchia assomme la concurrence. Il fait preuve par la suite d'une grande régularité en se classant cinq fois consécutivement dans les cinq premiers d'une étape, maintenant son écart avec son premier poursuivant, le Luxembourgeois Nicolas Frantz. Pour couronner son parcours sans faute, il remporte la dernière étape du Tour de France en battant au sprint Arsène Alancourt, pourtant entré le premier sur la piste du vélodrome du Parc des Princes. Au classement général, Ottavio Bottecchia s'impose avec plus de 35 minutes d'avance sur Nicolas Frantz. Il est le premier Italien vainqueur du Tour de France, mais également le premier coureur à porter le maillot jaune de bout en bout. Après sa victoire, la société Automoto qui l'engage organise un banquet en son honneur, réunissant des membres de la société, des membres de l'organisation du Tour de France et des représentants de la presse.
Grand favori du Tour de France 1925, Ottavio Bottecchia, dont la taille et le poids sont à cette date d'un mètre 71 pour 72 kilos, y réussit de bons débuts : il remporte la première étape au Havre, comme l'année précédente, mais en gagnant cette fois en solitaire devant Francis Pélissier. Il abandonne son maillot jaune à l'issue de la troisième étape, au profit du Belge Adelin Benoît qui se classe 2e à Brest derrière son compatriote Louis Mottiat. Vainqueur au sprint à Bordeaux puis en solitaire à Bayonne lors des 6e et 7e étapes, Bottecchia reprend provisoirement la tête du classement général, mais cède une nouvelle fois le maillot jaune à Adelin Benoît, auteur d'une performance remarquable lors de l'étape suivante entre Bayonne et Luchon. Quatrième de l'étape Luchon-Perpignan gagnée par le Luxembourgeois Nicolas Frantz, Ottavio Bottecchia profite de la défaillance de Benoît pour endosser à nouveau le maillot jaune. Dominateur, il n'est plus inquiété par la suite. Dans la 12e étape entre Toulon et Nice, pourtant dénuée de difficultés, il profite d'une échappée pour creuser l'écart sur son premier rival, Nicolas Frantz. Il augmente à nouveau son avance lors de l'étape suivante vers Briançon, avec les ascensions des cols d'Allos, de Vars et d'Izoard. Les conditions météorologiques froides et pluvieuses rendent la course encore plus difficile et Bottecchia laisse s'échapper son compatriote, mais équipier de Frantz, Bartolomeo Aimo vers la victoire d'étape, tandis qu'il reprend cinq minutes à son rival. Il gagne même la dernière étape à Paris, comme l'année précédente et remporte son deuxième Tour de France consécutif avec près d'une heure d'avance sur le Belge Lucien Buysse, finalement deuxième. Il aura fait preuve de régularité tout au long de l'épreuve, se classant à quinze reprises parmi les cinq premiers d'une étape, mais démontre une certaine lassitude à l'arrivée de l'épreuve : « Je suis très heureux d'avoir gagné mais c'est fini, je ne courrai plus le Tour de France, c'est trop dur nerveusement : j'ai plus souffert le dernier jour que dans les Alpes. »

### Fin de carrière (1926-1927)

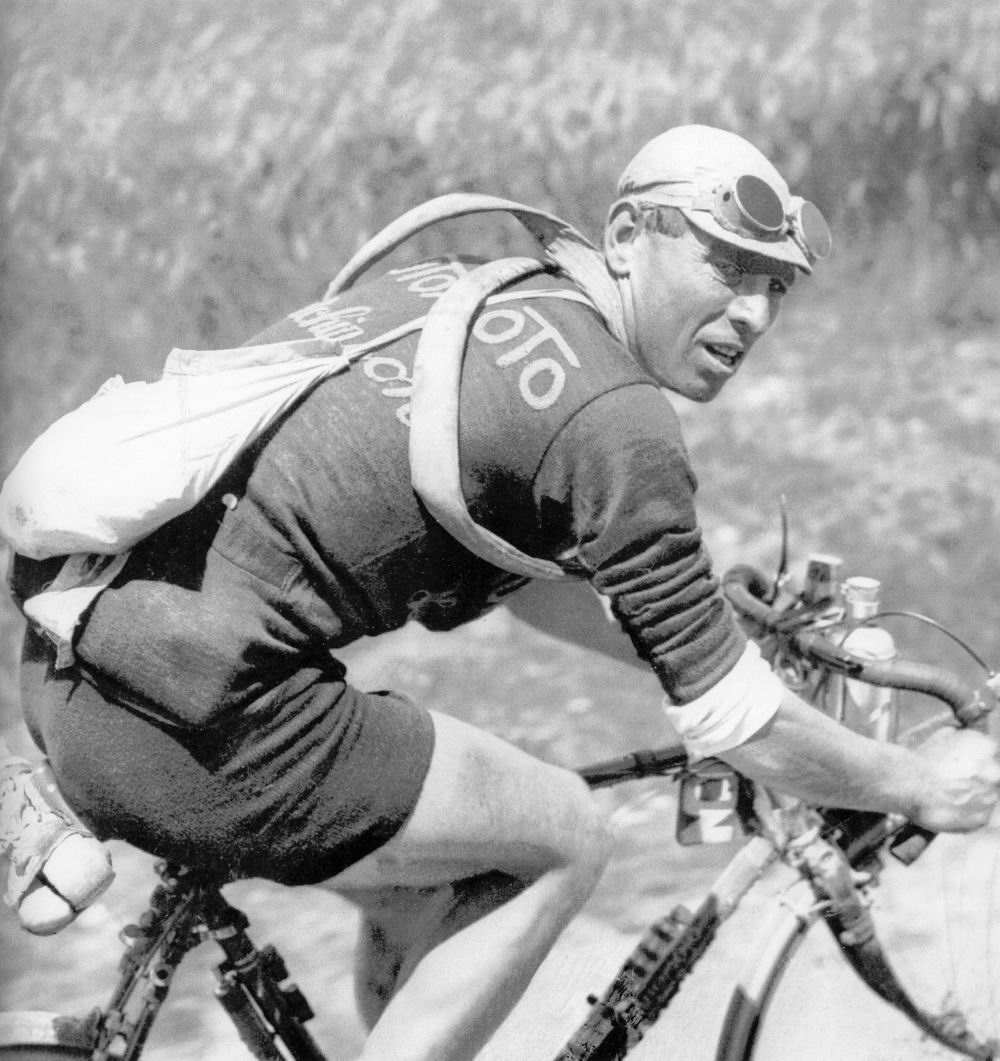
Lucien Buysse succède à Bottecchia au palmarès du Tour de France.

Les gains d'Ottavio Bottecchia dans le Tour de France, 62 000 francs en 1924 et 75 000 francs en 1925, lui permettent une certaine aisance financière. Il achète une propriété dans sa région du Frioul et crée une entreprise de construction de vélos à son nom. Engagé sur le Tour du Pays basque moins d'un mois après sa victoire dans le Tour de France, Ottavio Bottecchia abandonne finalement dès la deuxième étape de l'épreuve.
Ottavio Bottecchia connaît un début de saison 1926 compliqué : il abandonne sur Paris-Roubaix, Paris-Tours puis Paris-Nantes. Double tenant du titre, il est le favori logique du Tour de France 1926. Lors de la première étape entre Évian-les-Bains et Mulhouse, il se distingue en franchissant le premier le col de la Faucille. Victime d'une crevaison après la descente, il perd beaucoup de temps et se montre incapable de refaire son retard. Il termine seulement 16e de cette première étape à plus d'une demi-heure de son coéquipier Jules Buysse. Il abandonne lors de la 10e étape entre Bayonne et Luchon, courue dans des conditions dantesques. Le brouillard et la pluie réduisent la visibilité et rendent les routes boueuses. Au col d'Aubisque, Bottecchia accuse déjà un retard de huit minutes sur le leader de la course, le Belge Lucien Buysse. Dans la montée du col du Tourmalet, la boue oblige les coureurs à mettre pied à terre pour éviter la chute. À la peine physiquement et moralement, Bottecchia abandonne le Tour. De ce Tour de France, il subit trois crevaisons qui lui font perdre 34 minutes à Mulhouse, 38 minutes à Metz, et encore 45 minutes à Dunkerque. Il déclare à la suite de son abandon au journal L'Intransigeant : « j'ai essayé hier de démarrer. J'ai pris cent mètres. Les autres revenaient à toutes pédales.; seul, Frantz était lâché. Or, ce n'est pas cela que je visais, car Frantz n'est pas un des meilleurs grimpeurs. Je suis très visé. Je ne puis bouger sans que Dejonghe bondisse sur ma route. Ah, celui-là ne me perds pas de l'oeil une seconde et il marche très fort en ce moment. Et ainsi, dans tout le groupe, chacun vise le voisin, pas moyen de se défiler. Et comme il y a au moins dix hommes qui sont très près les un des autres, pas de surprise possible, à moins de circonstances tout à fait exceptionnelles ».
Ottavio Bottecchia court peu en 1927. Le 15 mai, il abandonne sur la classique Bordeaux-Paris. La semaine suivante, il dispute une rencontre sur piste au vélodrome Buffalo. Avec Costante Girardengo et Alfonso Piccin, il fait partie de l'équipe italienne, battue en quatre manches par l'équipe française constituée de Charles Lacquehay, Georges Wambst et Achille Souchard.

### Décès tragique

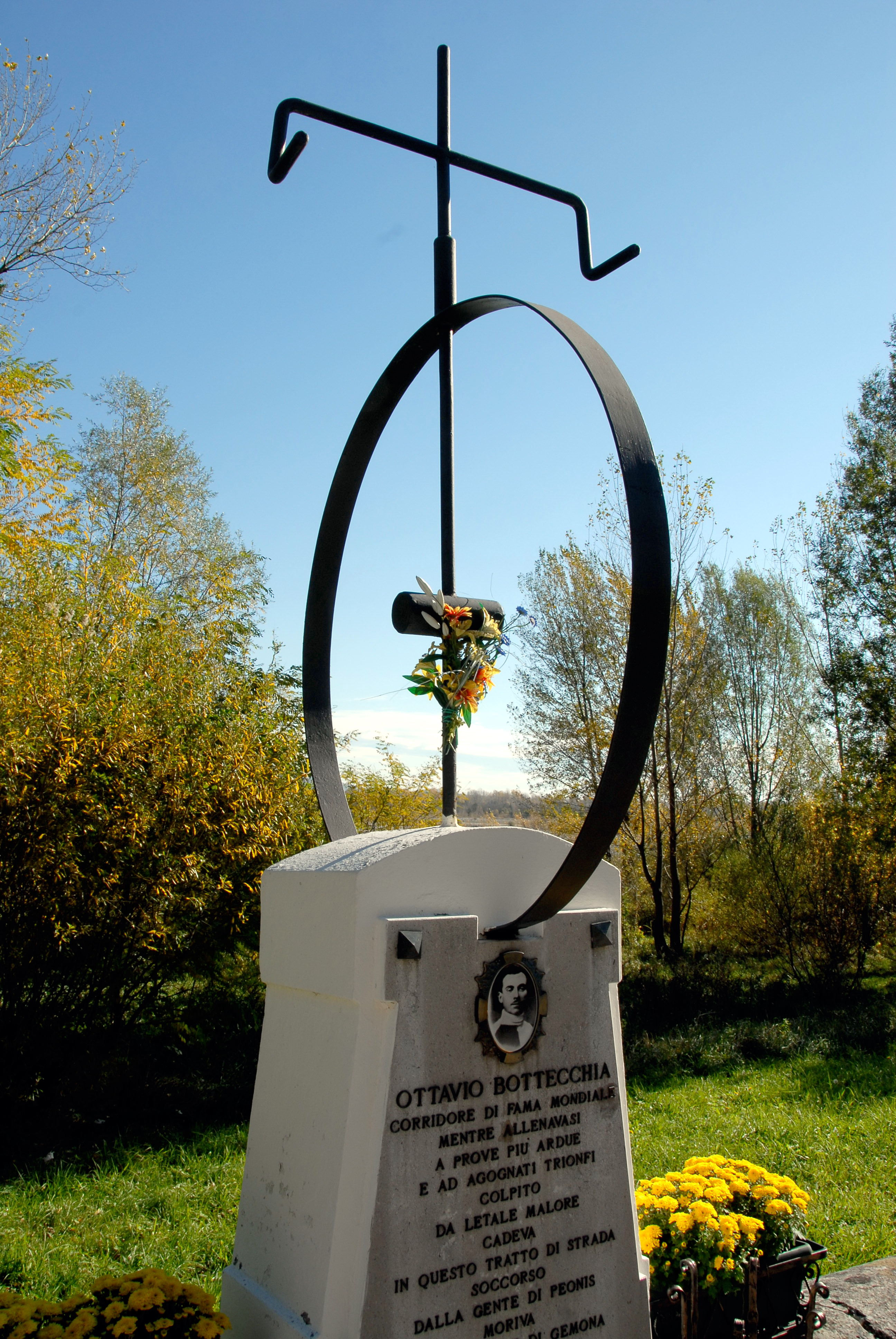
Monument en mémoire d'Ottavio Bottecchia.

Le 3 juin 1927, à deux semaines du départ du Tour de France, Ottavio Bottecchia est découvert inanimé et le visage ensanglanté au bord d'une route près du village de Peonis, une frazione de Trasaghis. Transporté dans le coma à l'hôpital de Gemona del Friuli, il y meurt douze jours plus tard. L'enquête officielle conclut à un décès accidentel, probablement dû à une chute consécutive à un malaise ou une insolation. Pour autant, l'incertitude plane quant à la mort du coureur italien, notamment en raison de l'expertise médicale pratiquée sur son corps et qui révèle de nombreuses fractures.
Ainsi en septembre 1927, dans un article intitulé Le regard d'Ottavio, le journaliste Albert Londres relance l'hypothèse d'un crime politique en raison des prises de position antifascistes du coureur,. Le journaliste Giulio Crosti approuve cette hypothèse en 1978 : il explique notamment le rôle joué par Gino Casarotti, chef de la maison du fascisme de Gemona del Friuli, pour décourager les tentatives d'enquête approfondie à l'époque de la mort du coureur et évoque l'existence d'un phonogramme envoyé de Rome pour enjoindre aux enquêteurs d'abandonner les recherches. En 1987, Enrico Spitaleri, un enseignant sicilien, arrive à la même conclusion dans un livre intitulé Le crime Bottecchia. Il affirme qu'Ottavio Bottecchia, arrivant à vélo de Clauzetto, aurait été arrêté par un groupe fasciste à une intersection dans la localité de Cornino. Ces derniers l'auraient frappé violemment et laissé inconscient sur le bord de la route. Bottecchia se serait alors relevé, enfourchant à nouveau sa bicyclette avant de s'effondrer quatre kilomètres plus loin, à proximité de Peonis, où il est retrouvé inanimé puis transporté à l'hôpital.
D'autres thèses soutenant l'éventualité de l'assassinat d'Ottavio Bottecchia sont avancées. Le journaliste Bernard Chambaz rappelle que sur son lit de mort, vingt ans après l'accident, le paysan qui a trouvé le corps du coureur s'accuse du meurtre de Bottecchia. Il explique l'avoir surpris en train de voler des grappes de raisins dans sa vigne et l'avoir tué d'un coup de bâton à la nuque. Quelques années plus tard, un homme résidant aux États-Unis déclare lui aussi avant de mourir qu'il avait été chargé d'assassiner Bottecchia par contrat, sans qu'il ne soit possible de retrouver le nom du commanditaire. Enfin, l'écrivain Paolo Facchinetti souligne que la thèse officielle d'un accident renforce l'intérêt de la famille Bottecchia, car celle-ci leur permet de toucher la forte prime d'assurance de 500 000 lires seulement délivrée dans le cas d'un décès accidentel, avant de l'investir rapidement dans l'achat de terres,.
Ottavio Bottecchia est inhumé dans le cimetière attenant à l'église de San Martino di Colle Umberto.

## Postérité
Le nom d'Ottavio Bottecchia lui survit grâce à la marque de cycles qui porte son nom. Plusieurs coureurs se sont illustrés sur des vélos Bottecchia, comme Louison Bobet qui remporte Milan-San Remo et le Tour de Lombardie en 1951 sur une bicyclette de la marque, de même que Greg LeMond sur le Tour de France 1989. L'équipe cycliste Bottecchia est active entre 1949 et 1957. Plusieurs rues de communes italiennes lui sont dédiées, à Vittorio Veneto, à Peonis, à Colle Umberto, à Udine et à Pordenone, où un stade vélodrome lui est également dédié.
Le 7 mai 2015, en présence du président du Comité national olympique italien (CONI), Giovanni Malagò, a été inauguré  le Walk of Fame du sport italien dans le parc olympique du Foro Italico de Rome, le long de Viale delle Olimpiadi. 100 tuiles rapportent chronologiquement les noms des athlètes les plus représentatifs de l'histoire du sport italien. Sur chaque tuile figure le nom du sportif, le sport dans lequel il s'est distingué et le symbole du CONI. L'une de ces tuiles lui est dédiée .
Le  Tour de France 2024 débute pour la première fois de l'histoire en Italie pour célébrer le centenaire du premier sacre transalpin d'Ottavio Bottecchia.

## Vie privée
Ottavio Bottecchia épouse Caterina Zambon en novembre 1920. Ils ont trois enfants, une fille prénommée, Elena Giovanna qui naît le 2 septembre 1921 et meurt seulement sept mois plus tard, une seconde fille, Fortunata Vittoria, née en 1923, ainsi qu'un garçon, Danilo Amerigo, né en 1925.

## Style et caractéristiques

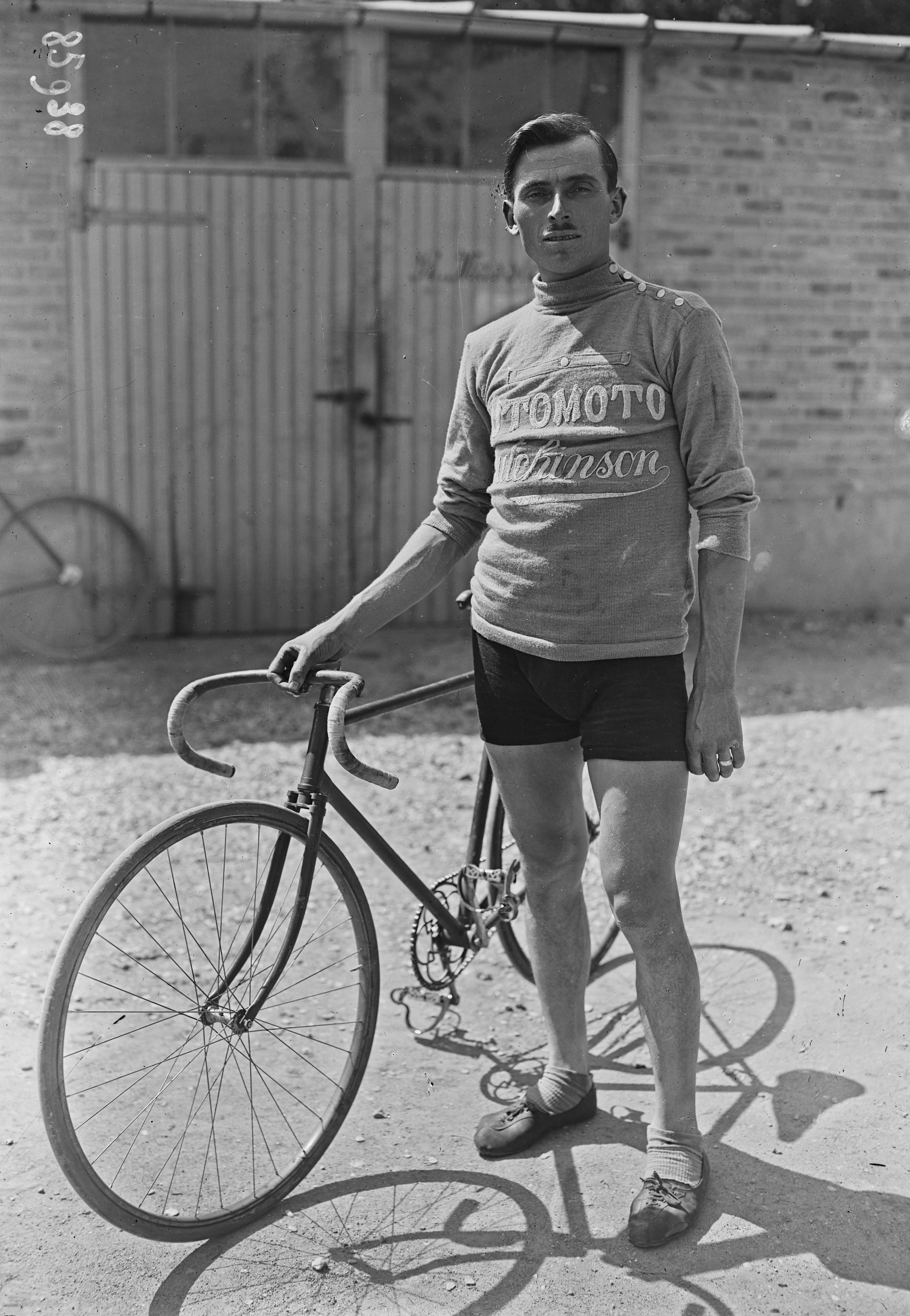
Ottavio Bottecchia en 1923.

Ottavio Bottecchia est avant tout un excellent grimpeur, mais il est également capable de battre au sprint les meilleurs finisseurs. Coureur puissant, il utilise en montagne des braquets supérieurs à la plupart des autres coureurs du peloton. Selon le journaliste Jacques Augendre, spécialiste du cyclisme, Bottecchia est « en quelque sorte une préfiguration de Gino Bartali ». Son talent force l'admiration de ses adversaires, à l'image du Luxembourgeois Nicolas Frantz qui déclare : « Si on cherche à le suivre dans les cols, on se suicide ».
Timide et réservé, Bottecchia se distingue par un physique atypique et un nez particulièrement pointu, comme le signale le journaliste Albert Londres : « Bottecchia a le nez le plus pointu de tout le lot ; il fend l'air ». Il est décrit comme un personnage discret : « Il ne tient pas à être célèbre. Il ne tient pas à devenir très parisien. Il ne tient pas à faire du cinéma et à figurer quelque marquis poudré dans un film attendri ».
L'historien Paul Dietschy, qui rappelle les sympathies socialistes du coureur, souligne que la victoire d'Ottavio Bottecchia dans le Tour de France renforce le sentiment d'unité nationale et de puissance italienne et voit en lui « l'homme de la revanche des immigrés italiens en France qui, depuis la deuxième moitié du XIXe siècle, avaient subi brimades et même violences dans leur pays d'accueil ». Il ajoute que pour les Italiens restés au pays, Bottecchia incarne le champion qui efface les désillusions de la « victoire mutilée » à l'issue de la Première Guerre mondiale.
De son régime alimentaire pendant les courses Ottavio Bottecchia déclare en septembre 1925 dans le journal Bene Sociale : « j'ai usé du café et d'eau parfumée de menthe. La nourriture doit être légère; ce qui vous plaît le plus de ce qui vous tombe sous la main. Si cela ne vous dit rien, jetez-le et prenez autre chose ». De son avis sur le vin il précise : « jusqu'à 20 ans, je ne pouvais pas boire du vin; il me donnait mal à la tête, il me procurait des douleurs et une sensation de peine auxquelles je ne pouvais m'adapter. Après 20 ans, j'ai commencé à prendre du vin et de l'eau aux repas et entre une étape ou l'autre du circuit de France, pendant le repos et les arrêts, je prenais un peu de vin, mais pas une goutte pendant le circuit. Boire du vin pendant un tel effort aurait été ma ruine. J'en ai été un peu la victime à la troisième étape, quand la demoiselle chargée du ravitaillement me passa une petite bouteille de vin. Pour un peu j'aurai perdu, par la suite de cette inqualifiable distraction, la victoire que j'ambitionnais. Après en avoir bu, j'ai été pris de crampes aux jambes, de douleurs dans tout le corps, et j'ai dû prendre un bain dans le fossé qui longeait la route et recourir à un massage énergique pour me remettre. Pour moi le vin est contraire ».

## Palmarès

### Palmarès année par année
| - 1920 - Giro del Piave - 1922 - 2e de la Coppa Abazia - 2e du Giro d'Irpinia e Sannio - 8e du Tour de Lombardie - 1923 - 2e étape du Tour de France - 2e du Tour de France - 2e de la Coppa Caivano - 4e du Tour de Lombardie - 4e de Rome-Naples-Rome - 6e du Tour de Romagne - 5e du Tour d'Italie - 9e de Milan-San Remo - 1924 - Tour de France : - Classement général - 1re, 6e, 7e et 15e étapes - Tour de la province de Milan (avec Costante Girardengo) - 5e de Milan-San Remo - 8e de Paris-Tours | - 1925 - Tour de France : - Classement général - 1re, 6e, 7e et 18e étapes - Tour de la province de Milan (avec Costante Girardengo) : - Classement général - 1re étape - 1926 - 2e étape du Tour du Pays basque - 2e du Tour du Pays basque - 4e du Tour de Lombardie |  |

### Résultats sur les grands tours

#### Tour de France
Ottavio Bottecchia est le premier coureur à réussir l'exploit de porter le maillot jaune de bout en bout sur le Tour à l'occasion de sa victoire en 1924. Cette même année, il remporte à la fois la première et la dernière étape de l'épreuve, une performance qu'il répète l'année suivante. Il fait également partie des coureurs ayant remporté un minimum de 2 victoires consécutives sur la dernière étape d'un Tour de France. 
- 1923 : 2e du classement général, vainqueur d'une étape,  maillot jaune pendant 6 jours ;
- 1924 : vainqueur du classement général, vainqueur de quatre étapes,  maillot jaune pendant 15 jours ;
- 1925 : vainqueur du classement général, vainqueur de quatre étapes,  maillot jaune pendant 13 jours ;
- 1926 : abandon (10e étape).

#### Tour d'Italie
- 1923 : 5e du classement général.